# Ноблфорд
Ноблфорд (англ. Nobleford) — село в Канаді, у провінції Альберта, у складі муніципального району Летбрідж.

## Населення
За даними перепису 2016 року, село нараховувало 1278 осіб, показавши зростання на 27,8%, порівняно з 2011-м роком. Середня густина населення становила 802,6 осіб/км².
З офіційних мов обидвома одночасно володіли 20 жителів, тільки англійською — 1 230, а 30 — жодною з них. Усього 400 осіб вважали рідною мовою не одну з офіційних.
Працездатне населення становило 530 осіб (64,2% усього населення), рівень безробіття — 7,5% (3,1% серед чоловіків та 12,2% серед жінок). 87,7% осіб були найманими працівниками, а 10,4% — самозайнятими.
Середній дохід на особу становив $41 279 (медіана $34 496), при цьому для чоловіків — $55 335, а для жінок $27 035 (медіани — $52 544 та $19 568 відповідно).
21,8% мешканців мали закінчену шкільну освіту, не мали закінченої шкільної освіти — 30,3%, 47,3% мали післяшкільну освіту, з яких 15,4% мали диплом бакалавра, або вищий.
| Статево-вікова структура населення | Статево-вікова структура населення | Статево-вікова структура населення | Статево-вікова структура населення | Статево-вікова структура населення |
| ---------------------------------- | ---------------------------------- | ---------------------------------- | ---------------------------------- | ---------------------------------- |
|                                    |                                    |                                    |                                    |                                    |
| Всього                             | Всього                             | 51,0%49,0%                         |                                    |                                    |
| 0 — 14 років                       | 0 — 14 років                       |                                    | 32,3%                              | 32,3%                              |
| 15 — 64 років                      | 15 — 64 років                      |                                    | 58%                                | 58%                                |
| 65 і більше                        | 65 і більше                        |                                    | 9,7%                               | 9,7%                               |
| Середній вік (років)               | Середній вік (років)               | 30,330,8                           | 30,6                               | 30,6                               |
| Медіана (років)                    | Медіана (років)                    | 26,627,1                           | 26,8                               | 26,8                               |
| — чоловіки — жінки                 |                                    |                                    |                                    |                                    |

| Походження мешканців:     | Походження мешканців:     | Походження мешканців: | Походження мешканців: | Походження мешканців: |
| ------------------------- | ------------------------- | --------------------- | --------------------- | --------------------- |
| Походження                |                           |                       | осіб                  | %                     |
| Корінні американці        | Корінні американці        |                       | 50                    | 3.92%                 |
| Інше північноамериканське | Інше північноамериканське |                       | 185                   | 14.51%                |
| Європейське               | Європейське               |                       | 1 180                 | 92.55%                |
| британське                | британське                |                       | 425                   | 33.33%                |
| французьке                | французьке                |                       | 95                    | 7.45%                 |
| українське                | українське                |                       | 50                    | 3.92%                 |
| Латинськоамериканське     | Латинськоамериканське     |                       | 75                    | 5.88%                 |
| Карибське                 | Карибське                 |                       | 15                    | 1.18%                 |
| Азійське                  | Азійське                  |                       | 20                    | 1.57%                 |
| Океанійське               | Океанійське               |                       | 15                    | 1.18%                 |

| Зайнятість населення за галузями (за класифікацією NOC): | Зайнятість населення за галузями (за класифікацією NOC): | Зайнятість населення за галузями (за класифікацією NOC): | Зайнятість населення за галузями (за класифікацією NOC): | Зайнятість населення за галузями (за класифікацією NOC): |
| -------------------------------------------------------- | -------------------------------------------------------- | -------------------------------------------------------- | -------------------------------------------------------- | -------------------------------------------------------- |
|                                                          |                                                          |                                                          |                                                          |                                                          |
| Управління                                               | Управління                                               |                                                          | 6,7%                                                     | 6,7%                                                     |
| Бізнес, фінанси та адміністрування                       | Бізнес, фінанси та адміністрування                       |                                                          | 8,7%                                                     | 8,7%                                                     |
| Природничі та прикладні науки                            | Природничі та прикладні науки                            |                                                          | 1,9%                                                     | 1,9%                                                     |
| Охорона здоров'я                                         | Охорона здоров'я                                         |                                                          | 3,8%                                                     | 3,8%                                                     |
| Освіта, правозахист, муніципальні та урядові служби      | Освіта, правозахист, муніципальні та урядові служби      |                                                          | 9,6%                                                     | 9,6%                                                     |
| Мистецтво, культура, відпочинок та спорт                 | Мистецтво, культура, відпочинок та спорт                 |                                                          | 1,9%                                                     | 1,9%                                                     |
| Роздрібна торгівля та послуги                            | Роздрібна торгівля та послуги                            |                                                          | 21,2%                                                    | 21,2%                                                    |
| Гуртова торгівля, транспорт та обладнання                | Гуртова торгівля, транспорт та обладнання                |                                                          | 28,8%                                                    | 28,8%                                                    |
| Природні ресурси, сільське господарство                  | Природні ресурси, сільське господарство                  |                                                          | 9,6%                                                     | 9,6%                                                     |
| Виробництво                                              | Виробництво                                              |                                                          | 7,7%                                                     | 7,7%                                                     |

## Клімат
Середня річна температура становить 5,3°C, середня максимальна – 23,2°C, а середня мінімальна – -15,3°C. Середня річна кількість опадів – 401 мм.
| Клімат поселення                              | Клімат поселення | Клімат поселення | Клімат поселення | Клімат поселення | Клімат поселення | Клімат поселення | Клімат поселення | Клімат поселення | Клімат поселення | Клімат поселення | Клімат поселення | Клімат поселення | Клімат поселення |
| Показник                                      | Січ.             | Лют.             | Бер.             | Квіт.            | Трав.            | Черв.            | Лип.             | Серп.            | Вер.             | Жовт.            | Лист.            | Груд.            |                  |
| Середній максимум, °C                         | −1,61            | 1,89             | 6,22             | 12,38            | 18,02            | 22,03            | 23,16            | 23,19            | 18,14            | 12,68            | 4,67             | −0,31            |                  |
| Середня температура, °C                       | −8,46            | −4,94            | −0,63            | 5,55             | 11,17            | 15,19            | 17,21            | 17,28            | 12,20            | 6,78             | −1,29            | −6,22            |                  |
| Середній мінімум, °C                          | −15,29           | −11,78           | −7,45            | −1,28            | 4,34             | 8,36             | 11,29            | 11,34            | 6,27             | 0,82             | −7,21            | −12,17           |                  |
| Норма опадів, мм                              | 16               | 14               | 25               | 30               | 55               | 84               | 40               | 43               | 40               | 20               | 18               | 16               |                  |
| Середньомісячна швидкість вітру, м/с          | 4.50             | 4.10             | 4.50             | 4.50             | 4.38             | 4.00             | 3.60             | 3.50             | 3.80             | 4.40             | 4.60             | 4.50             |                  |
| Середньомісячна сонячна радіація, кДж/м²·день | 4351             | 7768             | 13057            | 17311            | 20835            | 22200            | 23656            | 20223            | 14490            | 8698             | 4643             | 3423             |                  |
| --------------------------------------------- | ---------------- | ---------------- | ---------------- | ---------------- | ---------------- | ---------------- | ---------------- | ---------------- | ---------------- | ---------------- | ---------------- | ---------------- | ---------------- |
| Джерело:                                      |                  |                  |                  |                  |                  |                  |                  |                  |                  |                  |                  |                  |                  |